# Київський домініканський монастир

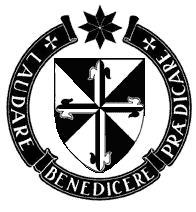
герб ордену

Київський домініканський монастир (також конвент, кляштор) — згромадження монахів-домініканів у Києві. Час заснування невідомий.
Основні монастирські будівлі були на Подолі, але йому також належала значна територія на північ від Києва між річками Сирець, Ірпінь та Горенка.

## Історичні відомості

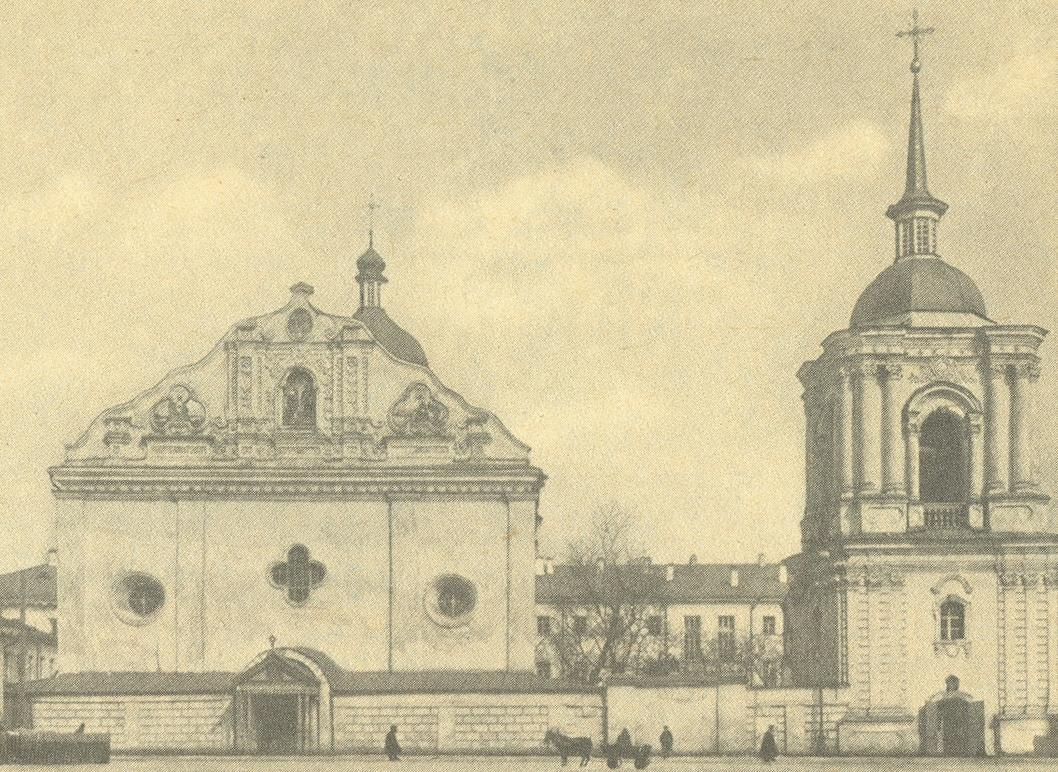
Колишній головний храм, на межі XIX-ХХ століть

Конвент «Якинтів» (Яцека Одровонжа) спочатку заснували над Дніпром, де була церква Богородиці, яку передали в користування домініканам. Після спустошення цього першого монастиря домінікани оселилися під Київським замком на «Житньому торзі», заснували костел святого Миколая. Для його побудови використовували камінь попереднього костелу, збудованого Я. Одровонжом, свинець — для покриття дахів. Існував також за життя П. Розвадовського дерев'яний костелик, в якому відправлялись служби, починались хресні ходи на свято Яцека Одровонжа.
Грамоти щодо майна, підтвердження прав видавали, зокрема, Вітовт, київські князі Володимир Ольгердович, його син-наступник Олелько Володимирович
У 1509 році король Сигізмунд І Старий видав для київських домініканів привілей.

Домінікани Києва 1630 року освячували меч коронного гетьмана Станіслава Конєцпольського перед його походом за Дніпро під час придушення повстання Тараса Федоровича (Трясила). Меч обносили довкола костелу, якийсь час він був на вівтарі. 
|  | же то на поганство, на Русь, жебы ихъ выкоренити |

Близько 1610 року за сприяння київського латинського єпископа Кшиштофа Казімірського (пол. Krzysztof Kazimirski) чи 1640 року було закінчено будівництво нових кам'яних костелу, конвенту за сприяння Стефана Аксака. Згаданий старий костелик було перенесено за Дніпро до маєтку чернігівського підстолія Теодора Креницького.
За описом П. Розвадовського, конвент мав «предхраміе» — атріум — шириною та довжиною 400 ліктів. По ліву сторону були «особі ґрунти», потім — вулиця до Дніпра, від замку єпископа. Справа конвенту був великий «двір пані Віленської» (вдови похованого в костелі св. Миколая Романа Ружинського), який вона подарувала монастирю.
За даними Андреаса Целларія, 1651 року під час пожежі в місті за перебування тут військ Януша Радзивілла не постраждав від вогню разом з головним міським храмом.
Київський полковник Василь Дворецький 3 травня 1659 видав Києво-Братському монастирю грамоту, про передачу йому будівель і земель домініканського монастиря. Згодом головний храм монастиря було переобладнано у православну Петропавлівську церкву.
Після встановлення в Києві радянської влади церкву використовували, як архівне сховище, а згодом у 1930-ті роки знесли.

## Заміські володіння
Монастирю належала значна територія на північ від тогочасного Києва між річками Сирець, Ірпінь та Горенка (нині у межах Києва). У своїх записках 1634—1664 років Петро Розвадовський писав, що монастирю тут належала широка місцевість від річки Сирець до селища Берковець включно, до річок Ірпеня і річок Горенка та Водиця на межі із Вишгородською землею. Зокрема, він писав наступне:
Монастирські землі починаються від річки Сирець за Кирилівським монастирем у бік Пріорки, одразу за мостом перед великим хрестом. З правого боку колись було поселення Яцківка (Іоакінфівка), з якої ми платили подвірний податок (за квитанціями 1629 року). Я не застав уже того поселення: але на тому ж місці поставили постоялий дім, і з нього був дохід.
З лівого боку за хрестом, йдучи від Києва, знаходиться млинок, що залишився від вірменської церкви, де вірмени під час запустіння випросили собі ниву уздовж житомирської дороги у короля, здається, Казимира. Цю ниву ми завжди оспорювали і нарешті, якщо не помиляюся, у 1645 році погодились вірмени львівські, провізори цієї церкви київської, щоб ми уступили замість цієї ниви одне подвір'я біля самого млинка і монастирський сад до самого фільварку монастирського, де ми той сад насадили до Герасимового ставка, а за судові витрати вони зобов'язані були нам виплатити двісті польських злотих.
Між Пріоркою та Котирем не було й немає чужих земель, окрім монастирських, починаючи від Вишгородської межі і аж до Сирця, де хрест і Яцківка вищезгадані.
У грамоті про передачу Києво-Братському монастирю серед переданих земель, зокрема, згадуються нещодавно засноване («а зараз пусте») село Мостище на річці Ірпінь і річка Котир із усіма млинами.
Також Розвадовський згадує, що саме він заснував тут село Пріорку.